# Common English Bible
La Common English Bible (CEB) è una traduzione della Bibbia in lingua inglese che si propone l'obbiettivo di essere comprensibile alla maggioranza dei lettori anglofoni.
La traduzione iniziò alla fine del 2008 e fu terminata tre anni più tardi.  Essa comprende i libri deuterocanonici, o apocrifi, che si trovano nelle Bibbie della Chiesa Anglicana, nei canoni della Chiesa Cattolica e di quella Ortodossa.

## Storia
La Common English Bible fu pubblicata dalla Christian Resources Development Corporation (CRDC), un consorzio di editori afferenti a varie denominazioni cristiane, fondato nel 2009 a Nashville.  Alla redazione del testo collaborarono centoventi studiosi appartenenti a ventiquattro denominazioni confessionali.
Al progetto parteciparono le seguenti case editrici: la Chalice Press (dei Discepoli di Cristo), la Westminster John Knox Press (Chiesa Presbiteriana statunitense), la Church Publishing Inc. (della Chiesa Episcopale), la Pilgrim Press (della Chiesa Unita di Cristo) e la Abingdon Press (Chiesa Metodista Unita). Secondo la prefazione della CEB, l'esigenza di una nuova traduzione risultò evidente e motivata dal fatto che "si era rivelato difficile combinare accuratezza e accessibilità in un'unica traduzione che risultasse comprensibile al lettore o adoratore comune".
Le cartografia delle terre bibliche nella Common English Bible sono state realizzate dalla National Geographic Society.

## Base testuale
Il Nuovo Testamento della Common English Bible fu basato sulla 27ª edizione del Novum Testamentum Graece di Nestlé-Aland, uno standard adottato da numerose altre traduzioni della Bibbia in uso nelle chiese cristiane. Per quanto riguarda invece l'Antico Testamento furono utilizzate varie edizioni del tradizionale testo masoretico, quali: la Biblia Hebraica Stuttgartensia (4ª edizione), la Biblia Hebraica Quinta (5ª edizione) e, in alcuni casi, il progetto biblico coordinato dall'Università Ebraica di Gerusalemme. Tuttavia, come accade in altre edizioni moderne della Bibbia, la traduzione dell'Antico Testamento è stato modificata in alcuni passaggi per tenere conto dei Rotoli del Mar Morto, dell'antica traduzione greca della Septuaginta, fra le varie altre fonti.
Per quanto riguarda i testi apocrifi, fu scelta come base di riferimento la Septuaginta dell'Università di Göttingen, che all'epoca era ancora incompiuta. I libri non ancora tradotti nell'ambito del progetto dell'ateneo di Göttingen furono derivati dalla traduzione di Alfred Rahlfs (1865-1935), secondo l'ultima e più aggiornata edizione che era stata pubblicata nel 2006. Inoltre, per alcuni libri della Septuaginta furono consultati anche i manoscritti ebraici sopravvissuti fino all'età contemporanea.

## Metodologia di traduzione
La CEB ha utilizzato l'approccio traduttivo noto come equivalenza dinamica, osservando i principi della cosiddetta equivalenza formale. Il livello di comprensibilità è stato misurato mediante la formula ideata da Edgard Dale e Jeanne Chall, al fine di garantire un testo accessibile ad uno studente di 12-13 anni, riproducendo il medesimo livello di difficoltà linguistica presente negli articoli del quotidiano USA Today.
Ognuno dei 120 traduttori ha prodotto una bozza di traduzione relativamente alle parti di testo biblico assegnategli, bozza che in una seconda fase del lavoro editoriale è stata rivista e modificata da un cotraduttore. Ognuno dei testi così elaborati è stato trasmesso ad uno dei 77 "gruppi di lettura", composti da una numero variabile fra i cinque e i dieci membri non specialisti, che ne hanno dato una lettura ad alta voce, segnalando i punti che risultavano scarsamente comprensibili. Il rendering, unitamente ai consigli di miglioramento, è stato quindi trasmesso a un terzo editore, incaricato di curare la leggibilità dei testi, controllando lo stile e la correttezza grammaticale dei contenuti. In seguito, i testi modificati sono stati sottoposti alla revisione completa del rispettivo primo traduttore e poi del comitato editoriale, che ha risolto le eventuali controversie interpretative ancora aperte, garantendo la coerenza interna dell'intera traduzione.
Il gruppo di traduttori e di revisori comprendeva studiosi appartenenti a molteplici confessioni religiose: protestanti, cattolici, fdeli della Chiesa avventista del settimo giorno e del Giudaismo Riformato. Al progetto hanno partecipato studiosi quali Tremper Longman, Luke Timothy Johnson, David L. Petersen, Joel B. Green, Brent A. Strawn, Beverly Gaventa, Gail O'Day, Cynthia Westfall ed Emerson B. Powery.

## Caratteristiche
La Bibbia CEB si distingue dalle altre traduzioni bibliche per il proposito di sostituire la terminologia tradizionale con un linguaggio più naturale e fluente. Ad esempio, laddove la maggior parte delle Bibbie adottavano il termine "Figlio dell'uomo" nell'Antico Testamento (Ezechiele 2:1), la CEB ha proposto l'innovativa traduzione di "Human one" ("un umano").
Nel Nuovo Testamento, nei passi nei quali Gesù pronuncia l'equivalente greco di questa espressione in riferimento a sé stesso – probabilmente con sfumature messianiche – la CEB ha reso il testo con "the Human One". Un altro esempio della scelta di parole comuni della lingua inglese è fornito dalla traduzione di Giovanni 15:20, nella quale la CEB sostituisce il verbo "persecute" ("perseguitare") con "harass" (molestare, tormentare, attaccare).
Le contrazioni di lettere e sillabe sono molto più frequenti nella CEB rispetto alle traduzioni che seguono l'approccio dell'equivalenza formale. Ad esempio, la Nuova versione standard riveduta rende Luca 12:7 come "But even the hairs of your head are all counted. Do not be afraid; you are of more value than many sparrows" ("Ma anche i peli della tua testa sono tutti contati. Non aver paura; hai più valore di molti passeri"); la CEB invece recita "Even the hairs on your head are all counted. Don't be afraid. You are worth more than many sparrows" ("Anche i peli sulla testa sono tutti contati. Non temere. Tu vali più di molti passeri").

## Diffusione
L'intera Bibbia CEB può essere consultata gratuitamente dal relativo sito web.
La traduzione CEB fu terminata nel 2011 e introdotta due anni prima da una campagna di marketing, nell'ambito della quale venivano offerte copie gratuite dei Vangeli di Luca, Matteo, della Genesi e del Libro dei Salmi, scaricabili gratuitamente in formato PDF, unitamente a varie registrazioni audio. Fino al 31 luglio 2010, era possibile richiedere una copia stampata del Nuovo Testamento la quale veniva fornita gratuitamente per posta. Al 2019, è disponibile per il download il Vangelo di Marco in formato pdf.
Nell'aprile del 2011, il Fuller Theological Seminary di Pasadena, un istituto evangelico multidenominazionale, autorizzò l'utilizzo della CEB all'interno dei propri corsi di studio biblici, decidendo contestualmente di escludere la Today's New International Version, che era in uso dai primi anni '70. La Chiesa Episcopale è stata una delle prime denominazioni cristiane ad approvare l'uso della Common English Bible per le letture bibliche durante i servizi liturgici.